# Paulo de Tebas
Paulo de Tebas, Paulo, o ermitão ou Paulo o egípcio (em Copta: Ⲁⲃⲃⲁ Ⲡⲁⲩⲗⲉ) (Tebaida, 228 – Tebas, 330) foi um eremita egípcio, um dos padres do Deserto, é o primeiro eremita do qual se tem notícia, a estabelecer a tradição do ascetismo e contemplação monástica. É venerado na Igreja Católica, na Igreja Ortodoxa e na Igreja Copta como santo. Sua memória litúrgica é celebrada em 15 de janeiro.

## Hagiografia
Foi objeto de uma hagiografia composta por São Jerônimo chamada Vita Sancti Pauli primi eremitae (cf. Migne PL 23 17-28) e escrita durante a segunda metade do século IV. Segundo este texto, Paulo era egípcio de uma família rica e teria recebido uma excelente educação, cultivada no estudo da cultura egípcia e do idioma grego. Deixou tudo para ir ao deserto, depois de ser denunciado por ser cristão por alguns familiares que queriam apoderar-se do seu patrimônio, durante a perseguição do imperador romano Décio. De acordo com a narrativa de Jerônimo, Paulo não voltou à cidade e passou o resto de sua vida no deserto e se alimentava do pão que era trazido por um corvo. Ao final de sua vida, recebeu a visita de Antão do Egito, a quem pediu ser sepultado com a túnica que este último tinha recebido do bispo Atanásio em uma fossa escavada, sempre segundo os relatos de Jerônimo, por um par de leões.
Fica o registro de que desde o ano 250 havia começado sua vida de ermitão não sem intervir em algumas ocasiões nas problemáticas da Igreja nos arredores.

## Seu culto e a ordem húngara em sua homenagem

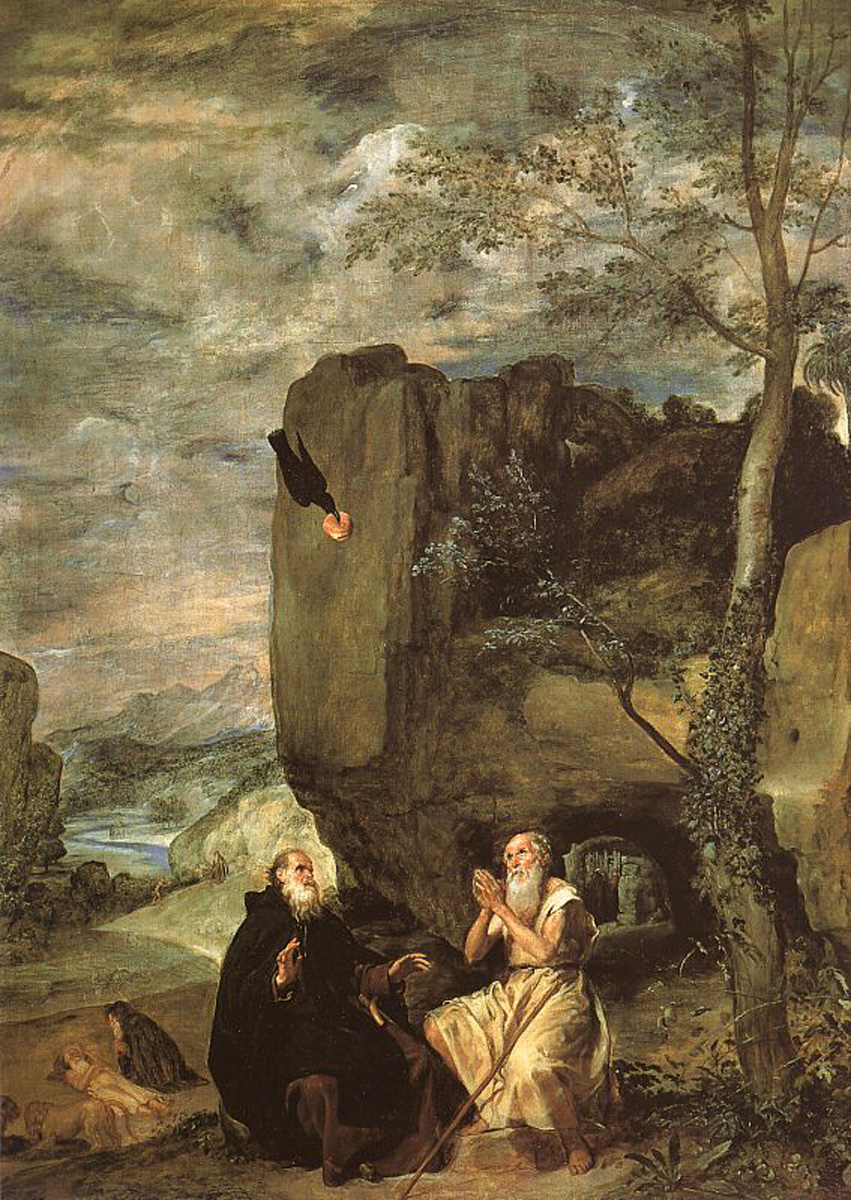
Santos Antônio Abade e Paulo Eremita, Diego Velásquez, 1634 - 1660, Museu do Prado, Madri.

Na iconografia cristã, era representado sempre junto a Antão do Deserto, com o corvo, os dois leões e sua túnica feita de folhas de palmeira. Nesse santo católico se inspira a Ordem de São Paulo, o Primeiro Eremita (monges paulinos), fundada na Hungria no século XIII pelo beato Eusébio de Esztergom. Posteriormente durante o reinado de Luís I da Hungria o relicário do seu corpo foi levado clandestinamente desde Veneza até o reino magiar, onde foi rendido culto primeiro na capela real do palácio da cidade de Buda a partir de 4 de outubro de 1381 e posteriormente, em 14 de novembro, foi levada ao mosteiro da ordem Paulina de Budaszentlőric, o qual se converteu no centro de muitos peregrinos húngaros e estrangeiros que honravam ao santo. Nessa época o relicário da cabeça de São Paulo ainda estava no castelo de Karlstein na Boêmia, até que em 1523 os tchecos a entregaram ao rei Luís II da Hungria e em 23 de maio se uniram pela primeira vez depois de muitos séculos os dois relicários, corpo e cabeça. Logo após a invasão turco-otomana de 1521, poucas relíquias de santos conseguiram ser salvas e levadas a lugares seguros. É desconhecido o paradeiro exato dos restos de São Paulo e se presume que foram destruídos.

## Ligações externas

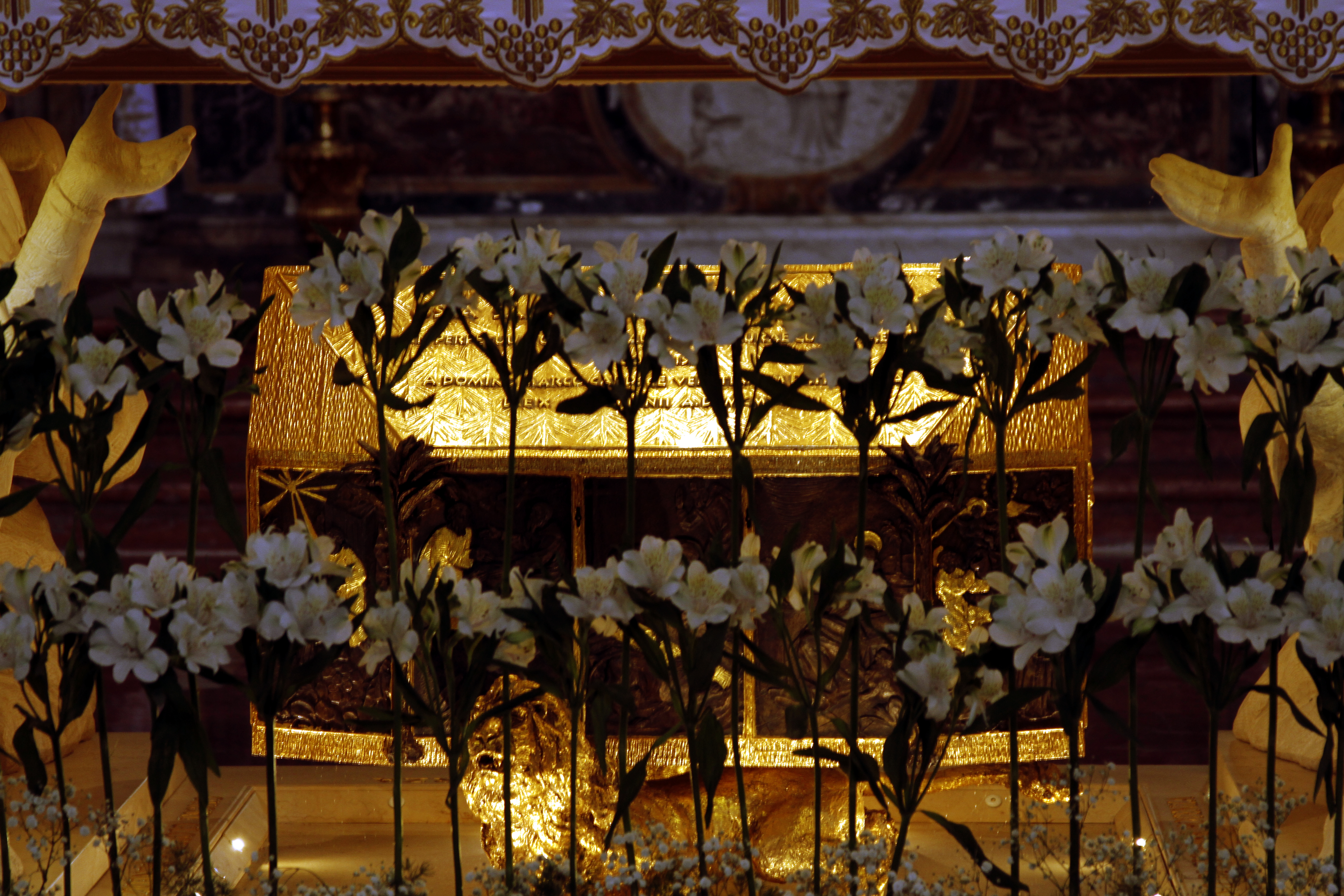
Relíquias na igreja de Santa Maria in Porto, em Ravena, Itália.